# Gorenje Ponikve
Gorenje Ponikve – wieś w Słowenii, w gminie Trebnje. W 2018 roku liczyła 120 mieszkańców.